# Počva

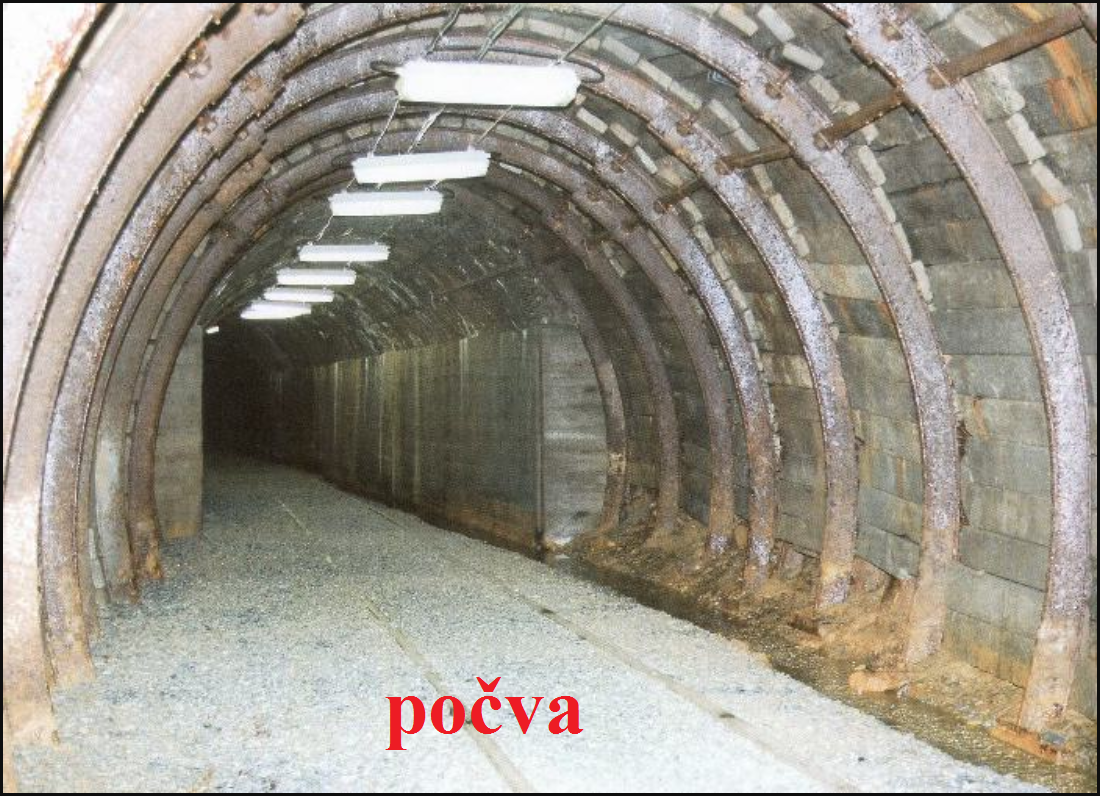

Počva je hornický termín pro podloží, tj. pro spodní část (tzv. podlahu) důlního díla (např. dno tunelu nebo spodek porubu na němž se rozpojuje užitkový nerost či hornina a následně nakládá na dopravní zařízení a transportuje k dalšímu zpracování).
Zatížení a stav počvy (i jiných částí důlního díla) musí vyhovovat požadovaným parametrům bezpečného důlního díla.
Při technickém řešení lze interakci počvy s dalšími částmi důlních děl, např. pro potřeby mechaniky, také aproximovat pomocí pružného podkladu.